# Carlo Romano
Carlo Romano (Livorno, 9 maggio 1908 – Roma, 16 ottobre 1975) è stato un attore, doppiatore e sceneggiatore italiano.

## Biografia
Nacque a Livorno, in Borgo dei Cappuccini 11, era figlio di Giuseppe Romano e dell'attrice Geltrude Ricci (nota con il nome d'arte di Dina Romano), fratello minore dell'attore Felice Romano e nipote di Attila Ricci.
Debuttò all'età di cinque anni al Teatro Minimo di Trieste. Nel 1927, a diciannove anni, entrò come professionista nel mondo dello spettacolo nella compagnia di prosa formata da Virgilio Talli e Wanda Capodaglio. Venne notato per il suo stile personale che si rifletteva anche sulla recitazione, improntato alla simpatia e alla cordialità, quindi gli venne dato il nomignolo di Carletto, al quale rimarrà legato fino alla fine. Poco più tardi, nel 1933, sposò l'attrice Jone Borgheri, che prese il suo cognome chiamandosi Jone Romano, e l'attore adottò Aleardo Ward, padre dei doppiatori Monica Ward, Andrea Ward e Luca Ward che quindi diventarono suoi nipoti acquisiti. Si risposò in seconde nozze con Liliana De Stefano ed ebbe cinque figli: Giancarlo, Dina, Luciana, Serena e Rossella.
Durante la seconda guerra mondiale si dedicò per breve tempo al teatro di rivista. Le sue attività principali rimangono quelle cinematografiche, televisive, radiofoniche, e soprattutto come doppiatore.
Sul grande schermo recitò in una sessantina di pellicole tra il 1932 e il 1974; tra le sue interpretazioni più riuscite quelle in Cavalleria rusticana di Amleto Palermi del 1939, 4 passi fra le nuvole di Alessandro Blasetti del 1942, I pagliacci di Giuseppe Fatigati del 1943 dove impersona il compositore Ruggero Leoncavallo, e quindi con alcuni film di Alberto Lattuada e Federico Fellini, come Luci del varietà del 1950, firmato da entrambi, poi con I vitelloni di Fellini del 1953 e La spiaggia di Lattuada del 1954. 
Tra il 1954 e il 1975 collaborò inoltre alla stesura di una ventina fra soggetti e sceneggiature.
Al mezzo radiofonico iniziò nel 1939 con il dramma giallo Ombrello n. 13, scritto da Marcello Fantera e Antonio Conte, per la regia di Guglielmo Morandi, cui seguono nell'immediato secondo dopoguerra programmi come Hooop... là! (1947), Radio naja, condotto da Corrado, e successivamente Ciribiribin (1953); fa parte per diversi anni della compagnia del teatro comico musicale di Roma, spesso diretta dal fratello di Corrado, Riccardo Mantoni, dove partecipò a numerose trasmissioni di varietà, qualche volta nelle vesti del conduttore. Nel 1952 è tra gli interpreti del dramma La domenica della buona gente, scritto da Vasco Pratolini e Gian Domenico Giagni, per la direzione di Anton Giulio Majano, nel ruolo di Malesci, che impersonerà anche nel film realizzato l'anno seguente dallo stesso Majano. Verso la metà degli anni sessanta partecipò al quiz Caccia grossa, condotto da Pippo Baudo nel 1965, nella quale impersona l'ispettore di polizia cinese Chung-Haj, ed è quindi il protagonista di trasmissioni come Giallo-quiz nel 1966 e Nero nerissimo di Mario Brancacci del 1967. Tra le sue ultime presenze ai microfoni della radio, si ricorda la rivista comico-musicale La cicala del 1970, in cui fa coppia con Lauretta Masiero. Carlo Romano in radio fu anche il primo presentatore dello storico programma d'intrattenimento del mattino "Voi ed Io" (debutto' il 5 gennaio 1970) sul Programma Nazionale Radiorai tutti i giorni dal lunedì al sabato dalle 9,15 alle 11,30 per tutto il mese, esperienza ripetuta nel dicembre 1971, nel gennaio 1974 e nel maggio 1975.
L'attività per la quale è rimasto più noto è quella da doppiatore; con il suo timbro di voce inconfondibile presta la voce a innumerevoli attori stranieri e italiani, arricchendo di sfumature caricaturali e, all'occorrenza, di inflessioni dialettali, numerosi personaggi cinematografici per almeno quattro decenni. Tra i suoi doppiaggi più importanti quelli di comici americani come Jerry Lewis, del quale fu la voce ufficiale, Bob Hope, Lou Costello, conosciuto in Italia come il Pinotto della coppia Gianni e Pinotto, quindi Chico Marx, Jack Oakie, Red Skelton e il francese Louis de Funès. Tra gli attori più noti che ha doppiato: Fred Astaire, James Cagney, Peter Lorre, Ernest Borgnine, Peter Ustinov, Eli Wallach, Rod Steiger e il Jason Robards di C'era una volta il West. La sua voce è inoltre legata al personaggio di Don Camillo, interpretato sullo schermo per cinque pellicole dall'attore francese Fernandel. Fu uno dei tre doppiatori di Peter Sellers nel film di Stanley Kubrick Il dottor Stranamore, nei panni del presidente degli Stati Uniti Merkin Muffley, nella War Room.
Anche nei film d'animazione la sua voce fu una presenza costante: per la Walt Disney Pictures doppiò il Grillo Parlante in Pinocchio (1940), il Re in Cenerentola (1950, nel ridoppiaggio del 1967), il Cappellaio Matto in Alice nel Paese delle Meraviglie (1951), il castoro in Lilli e il vagabondo (doppiaggio del 1955), l'Avvoltoio Buzzie ne Il libro della giungla (1967), l'uccello segretario in Pomi d'ottone e manici di scopa (1971) e lo sceriffo di Nottingham in Robin Hood (1973). La sua voce è presente anche in alcuni film d'animazione italiani: La rosa di Bagdad di Anton Gino Domenghini e Il signor Rossi cerca la felicità, diretto da Bruno Bozzetto.
Romano fu attivo anche sul piccolo schermo: iniziò a collaborare dal 1956, quando fu il coautore, insieme a Bruno Corbucci, dello sceneggiato televisivo per la TV dei ragazzi, Il marziano Filippo. Nel 1959 è nel cast del programma Il Mattatore, accanto a Vittorio Gassman, mentre negli anni sessanta compare in alcuni sceneggiati conferendo tratti di istintiva simpatia e umanità ai personaggi da lui interpretati, come Kalubbe in Tutto da rifare pover'uomo (1960), il Luigi Paternò di Peppino Girella, diretto da Eduardo De Filippo e Isabella Quarantotti, quindi il Wilkins Micawber in David Copperfield, diretto da Majano nel 1965. È inoltre sua la voce italiana di Alfred Hitchcock nella serie Alfred Hitchcock presenta di Henry Calvin, il sergente Garcia nella serie televisiva Zorro (1957), oltre all'ultimo suo lavoro, il doppiaggio di Nick Carter, nelle trasmissioni dedicate ai fumetti trasposti per la TV Gulp! (1972) e in alcuni episodi della seconda serie intitolata Supergulp!, realizzato da Bonvi e diretta da Giancarlo Governi e Guido De Maria. Dopo la sua morte, il doppiaggio di Nick Carter venne effettuato da Stefano Sibaldi.
L'ultima apparizione come attore avvenne nell'originale televisivo Le cinque stagioni, diretto da Gianni Amico nel 1975 e presentato in televisione un anno dopo la sua scomparsa. Romano morì a 67 anni, la sera del 16 ottobre 1975, alla casa di cura Villa Flaminia di Roma, in cui era ricoverato da pochi giorni per un'improvvisa malattia. Riposa al cimitero del Verano accanto alla madre e al fratello.

## Filmografia

### Cinema

Carlo Romano con Clara Calamai nel film Il socio invisibile (1939)

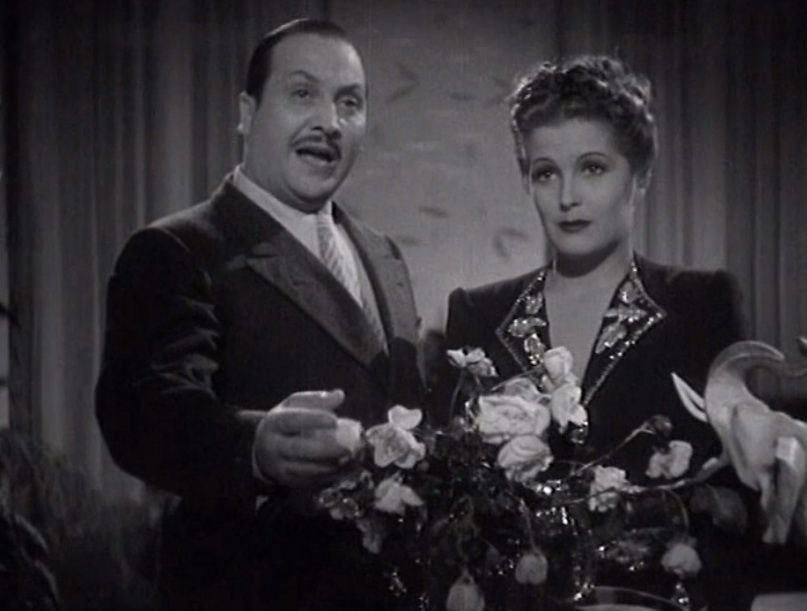
Carlo Romano con Vanna Vanni in Un marito per il mese d'aprile (1941)

Carlo Romano nel film 4 passi fra le nuvole (1942)

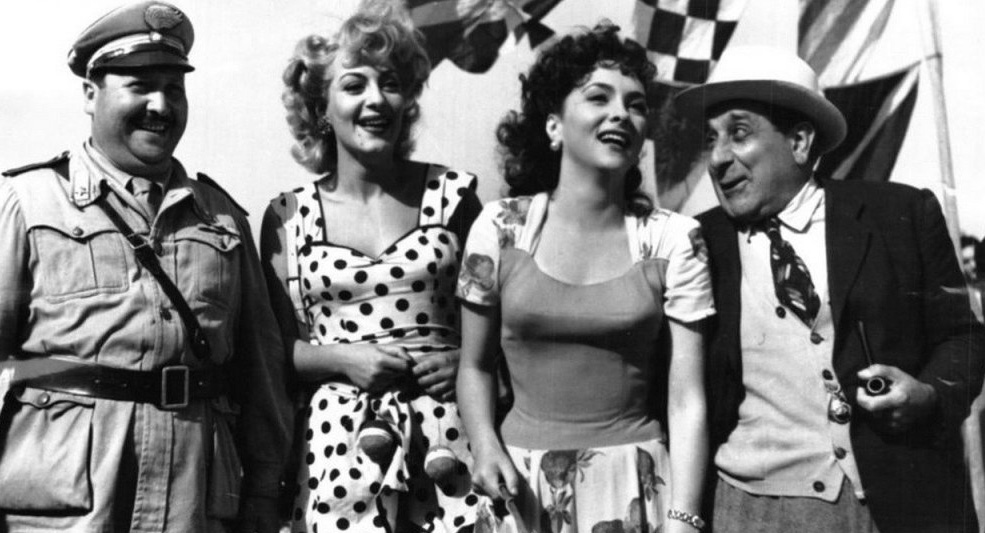
Carlo Romano (a sinistra) con Yvonne Sanson, Gina Lollobrigida e Agostino Salvietti in una pausa di lavorazione del film Campane a martello di Luigi Zampa (1949)

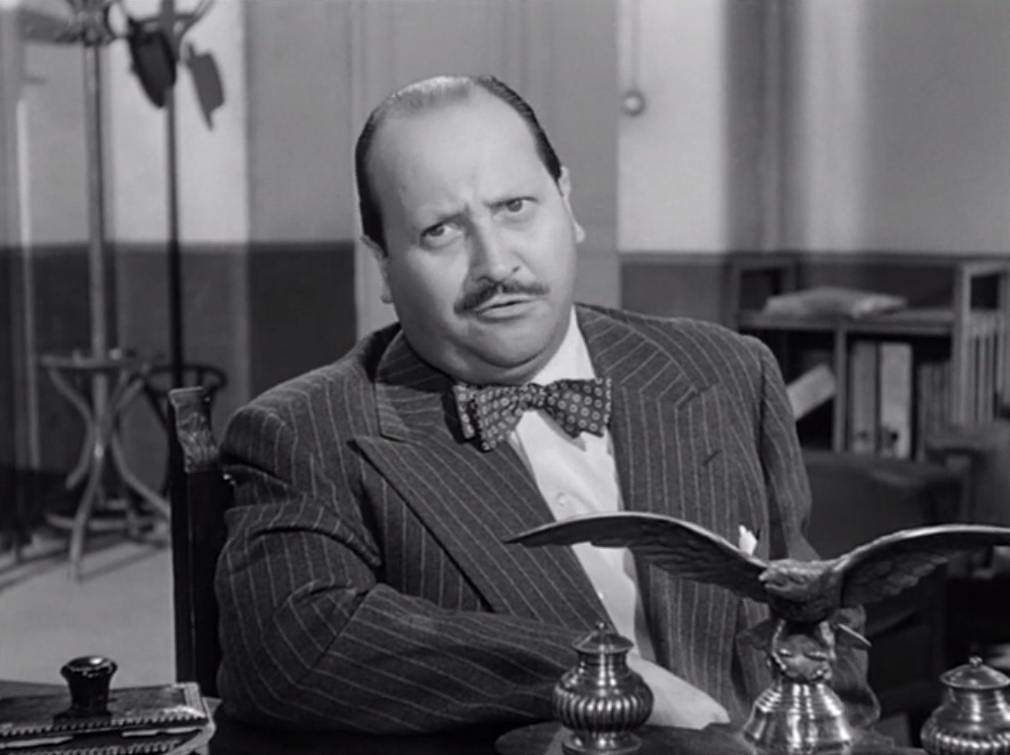
Carlo Romano nel film Accadde al commissariato (1954)

- L'ultima avventura, regia di Mario Camerini (1932)
- La signora di tutti, regia di Max Ophüls (1934)
- L'avvocato difensore, regia di Gero Zambuto (1934)
- Re burlone, regia di Enrico Guazzoni (1935)
- Tredici uomini e un cannone, regia di Giovacchino Forzano (1936)
- Partire, regia di Amleto Palermi (1938)
- Giuseppe Verdi, regia di Carmine Gallone (1938)
- L'argine, regia di Corrado D'Errico (1938)
- Sotto la croce del sud, regia di Guido Brignone (1938)
- I figli del marchese Lucera, regia di Amleto Palermi (1938)
- La voce senza volto, regia di Gennaro Righelli (1939)
- Io, suo padre, regia di Mario Bonnard (1939)
- Le sorprese del divorzio, regia di Guido Brignone (1939)
- Papà per una notte, regia di Mario Bonnard (1939)
- Follie del secolo, regia di Amleto Palermi (1939)
- Cavalleria rusticana, regia di Amleto Palermi (1939)
- Il socio invisibile, regia di Roberto Roberti (1939)
- Il ponte di vetro, regia di Goffredo Alessandrini (1940)
- Il capitano degli ussari, regia di Sándor Szlatinay (1940)
- Senza cielo, regia di Alfredo Guarini (1940)
- Il sogno di tutti, regia di Oreste Biancoli e László Kish (1940)
- Un marito per il mese d'aprile, regia di Giorgio Simonelli (1941)
- L'elisir d'amore, regia di Amleto Palermi (1941)
- Pia de' Tolomei, regia di Esodo Pratelli (1941)
- Scampolo, regia di Nunzio Malasomma (1941)
- Oro nero, regia di Enrico Guazzoni (1942)
- Fra Diavolo, regia di Luigi Zampa (1942)
- Arriviamo noi!, regia di Amleto Palermi (1942)
- Giarabub, regia di Goffredo Alessandrini (1942)
- Perdizione, regia di Carlo Campogalliani (1942)
- M.A.S., regia di Romolo Marcellini (1942)
- La bisbetica domata, regia di Ferdinando Maria Poggioli (1942)
- Musica proibita, regia di Carlo Campogalliani (1942)
- Sette anni di felicità, regia di Ernst Marischka e Roberto Savarese (1942)
- 4 passi fra le nuvole, regia di Alessandro Blasetti (1942)
- I pagliacci, regia di Giuseppe Fatigati (1943)
- Redenzione, regia di Marcello Albani (1943)
- Il treno crociato, regia di Carlo Campogalliani (1943)
- Piazza San Sepolcro, regia di Giovacchino Forzano (1943)
- Ho tanta voglia di cantare, regia di Mario Mattoli (1943)
- La casa senza tempo, regia di Andrea Forzano (1945)
- Non rubare, episodio de I dieci comandamenti, regia di Giorgio Walter Chili (1945)
- La vita ricomincia, regia di Mario Mattoli (1945)
- Fuga nella tempesta, regia di Ignazio Ferronetti (1945)
- Lettere al sottotenente, regia di Goffredo Alessandrini (1945)
- L'adultera, regia di Duilio Coletti (1946)
- Sinfonia fatale, regia di Victor Stoloff (1946)
- Il mondo vuole così, regia di Giorgio Bianchi (1946)
- Il segreto di Don Giovanni, regia di Camillo Mastrocinque (1947)
- Ho sognato il paradiso, regia di Giorgio Pàstina (1949)
- Campane a martello, regia di Luigi Zampa (1949)
- Strano appuntamento, regia di Dezső Ákos Hamza (1950)
- Cavalcata d'eroi, regia di Mario Costa (1950)
- Domani è troppo tardi, regia di Léonide Moguy (1950)
- Prima comunione, regia di Alessandro Blasetti (1950)
- Luci del varietà, regia di Alberto Lattuada e Federico Fellini (1950)
- Totò terzo uomo, regia di Mario Mattoli (1951)
- Bellezze in bicicletta, regia di Carlo Campogalliani (1951)
- Arrivano i nostri, regia di Mario Mattoli (1951)
- Bellezze a Capri, regia di Adelchi Bianchi (1951)
- Anema e core, regia di Mario Mattoli (1951)
- Tormento del passato, regia di Mario Bonnard (1952)
- Gli innocenti pagano, regia di Luigi Capuano (1952)
- Primo premio: Mariarosa, regia di Sergio Grieco (1952)
- Città canora, regia di Mario Costa (1952)
- Cinque poveri in automobile, regia di Mario Mattoli (1952)
- Cani e gatti, regia di Leonardo De Mitri (1952)
- Siamo ricchi e poveri, regia di Siro Marcellini (1953)
- La domenica della buona gente, regia di Anton Giulio Majano (1953)
- Fermi tutti... arrivo io!, regia di Sergio Grieco (1953)
- Le infedeli, regia di Steno e Mario Monicelli (1953)
- Sposata ieri (Jeunes mariés), regia di Gilles Grangier (1953)
- Il nemico pubblico n. 1 (L'ennemi public nº 1), regia di Henri Verneuil (1953)
- I vitelloni, regia di Federico Fellini (1953)
- Marsina stretta, episodio di Questa è la vita, regia di Aldo Fabrizi (1954)
- La spiaggia, regia di Alberto Lattuada (1954)
- Accadde al commissariato, regia di Giorgio Simonelli (1954)
- Il cardinale Lambertini, regia di Giorgio Pàstina (1954)
- Lacrime d'amore, regia di Pino Mercanti (1954)
- Accadde al penitenziario, regia di Giorgio Bianchi (1955)
- Addio per sempre, regia di Mario Costa (1958)
- L'amico del giaguaro, regia di Giuseppe Bennati (1958)
- Le cameriere, regia di Carlo Ludovico Bragaglia (1959)
- Ciao, ciao bambina! (Piove), regia di Sergio Grieco (1959)
- Le ambiziose, regia di Antonio Amendola (1961)
- Carmen di Trastevere, regia di Carmine Gallone (1962)
- I due toreri, regia di Giorgio Simonelli (1965)
- Indovina chi viene a merenda?, regia di Marcello Ciorciolini (1969)
- Lo sceriffo di Rockspring, regia di Mario Sabatini (1971)
- Il venditore di palloncini, regia di Mario Gariazzo (1974)

### Televisione
- Il Mattatore, regia di Daniele D'Anza – programma TV (1959)
- Tutto da rifare pover'uomo, regia di Eros Macchi – miniserie TV (1960)
- Chiamami bugiardo, commedia di John Mortimer, regia di Anton Giulio Majano (1961)
- Più rosa che giallo, commedia di Dino Verde, regia di Alberto Bonucci (1962)
- Peppino Girella, regia di Eduardo De Filippo e Isabella Quarantotti – miniserie TV (1963)
- Questa sera parla Mark Twain, regia di Daniele D'Anza – miniserie TV (1965)
- David Copperfield, regia di Anton Giulio Majano – miniserie TV (1965)
- I giochetti di un signore tranquillo, regia di Francesco Dama (1965)
- La famegia del santolo, regia di Carlo Lodovici (1966)
- Johnny sera, regia di Eros Macchi (1966)
- Knock o il trionfo della medicina, regia di Vittorio Cottafavi (1967)
- L'idolo delle scene, regia di Vittorio Cottafavi (1967)
- Non cantare... spara!, regia di Daniele D'Anza (1968)
- Le avventure di Ciuffettino, regia di Angelo D'Alessandro – miniserie TV (1969)
- Vino e pane, regia di Piero Schivazappa (1973)
- Le fiabe dell'albero, regia di Lino Procacci (1974)
- Le cinque stagioni, regia di Gianni Amico – miniserie TV (1975)

### Sceneggiatura
- Le avventure di Giacomo Casanova di Steno (1954) – anche soggetto
- Gli zitelloni di Giorgio Bianchi (1958) – anche soggetto
- Lupi nell'abisso di Silvio Amadio (1959)
- Uomini e nobiluomini di Giorgio Bianchi (1959)
- Vacanze in Argentina, regia di Guido Leoni (1960)
- I briganti italiani di Mario Camerini (1961) – dialoghista
- Io amo, tu ami..., regia di Alessandro Blasetti (1961)
- La cuccagna di Luciano Salce (1962) – solo soggetto
- Liolà di Alessandro Blasetti (1963)
- Oltraggio al pudore di Silvio Amadio (1964) – anche soggetto
- Io, io, io... e gli altri di Alessandro Blasetti (1966) – solo soggetto
- Gli insaziabili di Alberto De Martino (1969)
- Peccati in famiglia di Bruno Gaburro (1975)

## Doppiaggio

### Cinema
- Jerry Lewis in Non alzare il ponte, abbassa il fiume, Un marziano sulla Terra, Il mattatore di Hollywood, Scusi, dov'è il fronte?, Mezzogiorno di... fifa, Il marmittone, La mia amica Irma, Morti di paura, Il nipote picchiatello, Occhio alla palla, Più vivo che morto, Il ponticello sul fiume dei guai, Quel fenomeno di mio figlio, Il sergente di legno, Sherlocko... investigatore sciocco, Stazione luna, Jerryssimo!, Ragazzo tuttofare, C'era una volta un piccolo naviglio, Le folli notti del dottor Jerryll, Artisti e modelle, Attente ai marinai!, Il balio asciutto, Boeing Boeing, I 7 magnifici Jerry, Il cantante matto, Il caporale Sam, Jerry 8¾, Il Cenerentolo, Il ciarlatano, Il circo a tre piste, Il delinquente delicato, Dove vai sono guai!, I figli del secolo, Hollywood o morte!, L'idolo delle donne, Irma va a Hollywood, 3 sul divano, Il villaggio più pazzo del mondo, Pazzi, pupe e pillole

- Lou Costello in Gianni e Pinotto reclute, Allegri naviganti, L'inafferrabile spettro, Razzi volanti, Gianni e Pinotto tra i cowboys, Rio Rita, Gli eroi dell'isola, Gianni e Pinotto detectives, Avventura in montagna, Gianni e Pinotto in società, Sperduti nell'harem, Gianni e Pinotto fra le educande, L'arca di Noè, Gianni e Pinotto a Hollywood, Il piccolo gigante, Se ci sei batti due colpi, Addio all'esercito, La vedova pericolosa, Il cervello di Frankenstein, Gianni e Pinotto contro i gangsters, Corrida messicana, Gianni e Pinotto e l'assassino misterioso, Africa strilla, Gianni e Pinotto nella legione straniera, Gianni e Pinotto contro l'uomo invisibile, Il giardino incantato, Gianni e Pinotto al Polo Nord, Kidd il pirata, Viaggio al pianeta Venere, Gianni e Pinotto contro il dottor Jekyll, Il mistero della piramide, Gianni e Pinotto banditi col botto

- Bob Hope in Il fantasma di mezzanotte, La danzatrice di Singapore, Avventura a Zanzibar, Avventura al Marocco, Signorine, non guardate i marinai, Il pirata e la principessa, I cercatori d'oro, Avventura in Brasile, Rivista di stelle, Ai vostri ordini signora!, La principessa di Bali, Polizia militare, La grande notte di Casanova, Quel certo non so che, La sottana di ferro, Un adulterio difficile, Astronauti per forza, Mia moglie ci prova, La donna e lo spettro, La mia brunetta preferita

- Fernando Sancho in I sette del Texas, 10.000 dollari per un massacro, Per il gusto di uccidere, Agente 3S3 - Massacro al sole, La resa dei conti, Un uomo e una colt, Little Rita nel West, Requiem per un gringo, Tutto per tutto, Sei già cadavere amigo... ti cerca Garringo, I corvi ti scaveranno la fossa, Lo credevano uno stinco di santo, Il mio nome è Scopone e faccio sempre cappotto, Storia di karatè, pugni e fagioli

- Jack Oakie in La ragazza di Parigi, Una donna in gabbia, Avvenne domani, I corsari della strada, Il grande dittatore, I due avventurieri, Se avessi un milione (riedizione), Tra le nevi sarò tua, Il giro del mondo in 80 giorni, Il meraviglioso paese, Ragazzi di provincia, Tomahawk - Scure di guerra, Amore, ritorna!

- William Bendix in L'isola della gloria, La chiave di vetro, Prigionieri dell'oceano, La dalia azzurra, Pietà per i giusti, Una campana per Adano, Brivido d'amore, Bagliore a mezzogiorno, I cavalieri dell'onore, Pietà per i giusti, Squali d'acciaio, Acque profonde

- Ernest Borgnine in Vera Cruz, Johnny Guitar, Marty, vita di un timido, Pranzo di nozze, Io non sono una spia, Inferno sul fondo, Willard e i topi, All'ombra del patibolo, Gli uomini della terra selvaggia, Il re di Poggioreale, Alamo

- Nigel Bruce in Sherlock Holmes e la perla della morte, Sherlock Holmes e la donna ragno, Sherlock Holmes e la donna in verde, Sherlock Holmes e la casa del terrore, Il mistero del carillon, Terrore nella notte, Rebecca - La prima moglie, Torna a casa, Lassie!

- Louis de Funès in Totò, Eva e il pennello proibito, Il delitto non paga, Il re delle corse, Fantomas 70, Due uomini in fuga... per un colpo maldestro, Colpo grosso ma non troppo, Tre gendarmi a New York, Per favore, chiudete le persiane, Fantomas contro Scotland Yard

- Fernandel in Don Camillo, Il ritorno di don Camillo, Don Camillo e l'onorevole Peppone, Don Camillo monsignore... ma non troppo, Il compagno don Camillo, Noi gangster, Il capitano della legione, Il cambio della guardia
- Peter Lorre in Il giro del mondo in 80 giorni, L'isola del diavolo (ed. originale), Il tesoro dell'Africa, Ventimila leghe sotto i mari, Il grande circo, I racconti del terrore, Congo, La bella di Mosca

- Chico Marx in L'inferno ci accusa, Una notte all'opera, Un giorno alle corse, Tre pazzi a zonzo, Il bazar delle follie, Una notte a Casablanca, Una notte sui tetti
- Rod Steiger in Il colosso d'argilla, Il grande coltello, Vento di terre lontane, Lama alla gola, Il giorno più lungo, Il caro estinto, Giù la testa

- Roberto Camardiel in Arizona Colt, Il colosso di Rodi, 7 donne per i MacGregor, Arizona si scatenò... e li fece fuori tutti, 100.000 dollari per Lassiter, Adiós gringo
- Edmond O'Brien in L'uomo che uccise Liberty Valance, La contessa scalza, Gangster cerca moglie, Operazione Normandia, Spionaggio a Tokyo, L'idolo della canzone
- Mickey Shaughnessy in Da qui all'eternità, La donna del destino, Il delinquente del rock and roll, Alla larga dal mare, La legge del più forte, Pugni, pupe e pepite

- Bernard Blier in Carmen, Legittima difesa (ed. 1948), Prima del diluvio, I peccatori guardano il cielo, Lo straniero
- Jack Carson in La gatta sul tetto che scotta, Il trapezio della vita, Il letto di spine, È nata una stella, L'uomo questo dominatore
- Laird Cregar in Sangue e arena, Ragazze che sognano, Il fuorilegge, Il cigno nero, Nelle tenebre della metropoli
- Karl Malden in I due volti della vendetta, Romantico avventuriero, Prigioniero della paura, I due volti della vendetta, Appuntamento fra le nuvole

- Ángel Álvarez in Django, Il prezzo del potere, Una ragione per vivere e una per morire, Dove si spara di più
- Edward Andrews in Che cosa è successo tra mio padre e tua madre?, Tempesta su Washington, Tora! Tora! Tora!, Tè e simpatia
- Fred Astaire in Cappello a cilindro, Follie d'inverno, Carioca, Il piacere della sua compagnia
- Lyle Bettger in Desiderio di donna, L'ultima preda, Il più grande spettacolo del mondo, Sfida all'O.K. Corral
- James Cagney in L'uomo dai mille volti, Uomini alla ventura, Scorciatoia per l'inferno, Gangster, amore e... una Ferrari
- Marcel Dalio in I cinque volti dell'assassino, I tre della Croce del Sud, Asfalto che scotta, La grande illusione
- Alan Mowbray in Il giro del mondo in 80 giorni, Sfida infernale, La fortuna si diverte, La fortuna si diverte
- Walter Slezak in La gente mormora, Questa terra è mia, Vento di tempesta, Torna a settembre
- Peter Ustinov in Spartacus, Sinuhe l'egiziano, Giulietta e Romanoff, Topkapi

- Francis Blanche in 5 matti in mezzo ai guai, A noi piace freddo...!, La feldmarescialla - Rita fugge... lui corre... egli scappa
- Bourvil in Il cervello, Furore di vivere, La giumenta verde
- Harry Carey Jr. in ...continuavano a chiamarlo Trinità, ...e poi lo chiamarono il Magnifico, Il fiume rosso
- Cyril Cusack in ...più forte ragazzi!, L'uomo che non è mai esistito, La bisbetica domata
- Thomas Gomez in L'avventuriero di Macao, La donna fantasma, Trapezio
- Don DeFore in Tempo di vivere, California Express, Inno di battaglia
- Andy Devine in Ombre rosse, Alì Babà e i quaranta ladroni, La vergine di Tripoli
- Hugh Griffith in Ben-Hur, Il falso traditore, Come rubare un milione di dollari e vivere felici
- Richard Haydn in Il capitano dei mari del sud, Mondo perduto, Annibale e la vestale
- Cris Huerta in Di Tresette ce n'è uno, tutti gli altri son nessuno, Lo chiamavano Tresette... giocava sempre col morto, Uomo avvisato mezzo ammazzato... parola di Spirito Santo
- Danny Kaye in L'amore non può attendere, L'uomo meraviglia, Un generale e mezzo
- Leo McKern in Un uomo per tutte le stagioni, ...e la Terra prese fuoco, Le avventure e gli amori di Moll Flanders
- Thomas Mitchell in Orizzonte perduto, Mr. Smith va a Washington, Angeli del peccato
- Darío Moreno in Il giovane leone, Femmina, Il Santo prende la mira
- Robert Morley in Il viaggio, Lord Brummel, Maria Antonietta
- Gastone Moschin in La rivale, Che gioia vivere, Concerto per pistola solista
- Francesco Mulè in Nel giorno del Signore, Colpo grosso alla napoletana
- Werner Peters in La battaglia dei giganti, Il diabolico dottor Mabuse, Una splendida canaglia
- George Tobias in Sinbad il marinaio, Arcipelago in fiamme, La storia di Glenn Miller (ed. originale)
- Leopoldo Valentini in Fiamme sul mare, Quel fantasma di mio marito, Il prezzo dell'onore
- Eli Wallach in Il buono, il brutto, il cattivo, I quattro dell'Ave Maria, Viva la muerte... tua!
- Jack Weston in Non mangiate le margherite, Per favore non toccate le palline, Cincinnati Kid
- Keenan Wynn in Senza un attimo di tregua, Sua Altezza si sposa, La cara segretaria

- Walter Abel in La taverna dell'allegria, Gente di notte
- Alfred Adam in Arrriva Dorellik
- Nick Adams in L'inferno è per gli eroi
- Antonio Acqua in Ragazze d'oggi
- Rico Alaniz in I magnifici sette
- Eddie Albert in Devi essere felice, Come ingannare mio marito
- Frank Albertson in La vita è meravigliosa
- John Alexander in Arsenico e vecchi merletti, La signora Skeffington
- Guido Alberti in Milano odia: la polizia non può sparare, Il triangolo circolare
- Jean-Marie Amato in L'uomo e il diavolo
- Glenn Anders in La signora di Shanghai
- Louis Armstrong in Hello, Dolly!
- R.G. Armstrong in Il mio nome è Nessuno
- John Arledge in La città del peccato
- Robert Arnoux in La traversata di Parigi
- Misha Auer in I due mafiosi, L'eterna illusione
- Tol Avery in Piangerò domani
- Jim Backus in Tutte le ragazze lo sanno, La casa del corvo
- Giancarlo Badessi in Satiricosissimo
- Parley Baer in Sono un agente FBI
- Ciccio Barbi in Porta un bacione a Firenze, L'amore nasce a Roma
- Guglielmo Barnabò in Atollo K
- Walter Barnes in Lo straniero senza nome
- Mario Baroffio e José Comellas in Dagli Appennini alle Ande
- Reginald Beckwith in Scandalo di notte, La spada di Robin Hood
- Noah Beery Jr. in Il fiume rosso
- Bobker Ben Ali in Bagliori ad Oriente
- Nerio Bernardi in Papà Pacifico
- Mimo Billi in Hanno rubato un tram, È più facile che un cammello...
- Whit Bissell in L'invasione degli Ultracorpi
- Nick Birnam in Giorni perduti
- René Blancard in Caccia al ladro
- Hans Christian Blech in Il giorno più lungo
- Ward Bond in La via del tabacco
- Eugene Borden in Bernadette
- Marlon Brando in La casa da tè alla luna d'agosto
- Mario Brega in The Bounty Killer
- Joe E. Brown in A qualcuno piace caldo, Ho baciato una stella
- Sam Buffington in Cordura
- Victor Buono in La collina degli stivali
- Red Buttons in Il falso generale
- Henry Calvin in La sfida di Zorro, Zorro (1ª voce)
- Eduardo Calvo in La preda e l'avvoltoio
- José Calvo in Marinai, donne e guai, Ettore lo fusto
- Wally Cassell in I forzati della gloria, Saigon
- Mario Castellani in Inganno
- Walter Catlett in La legge del Signore, L'ispettore generale
- Gino Cavalieri in Canal Grande
- Jean Champion in Effetto notte
- Charlie Chaplin in La contessa di Hong Kong
- Lee J. Cobb in Boomerang - L'arma che uccide
- Elisha Cook Jr. in Il grande Gatsby
- Melville Cooper in Il giro del mondo in 80 giorni, Passione ardente
- Robert Coote in Otello, La vedova allegra
- Lloyd Corrigan in Incatenata
- Broderick Crawford in La taverna dei sette peccati
- Ugo D'Alessio in L'oro di Roma
- Tony D'Algy in Il segreto inviolabile
- Alexander D'Arcy in Come sposare un milionario
- Umberto D'Orsi in I due sanculotti
- Howard Da Silva in Nevada Smith
- Thayer David in Il piccolo grande uomo, Viaggio al centro della Terra
- Albert Dekker in Nel mezzo della notte
- George Devine in Il masnadiero
- Khigh Dhiegh in Va' e uccidi
- Ludwig Donath in Il sipario strappato
- Paul Douglas in Questa notte o mai
- Noel Drayton in Strani compagni di letto
- Checco Durante in Fumeria d'oppio
- Buddy Ebsen in Colazione da Tiffany
- Peter Elsholtz in Ritorno
- Robert Emhardt in Quel treno per Yuma
- Stuart Erwin in Viva Villa!
- Edward Everett Horton in Voglio danzare con te, Angelo
- Fritz Feld in A piedi nudi nel parco
- Aurelio Fierro in Lazzarella
- Walter Fitzgerald in L'isola del tesoro
- Wallace Ford in Io ti salverò, Incontro al Central Park
- Paul Frankeur in Fascicolo nero
- Mario Frera in Due mafiosi contro Goldginger, Il divorzio
- Giacomo Furia in La prima notte
- Tito García in Cinque figli di cane
- Vincent Gardenia in Prima pagina, Piccoli omicidi
- Giorgio Gargiullo in I giorni dell'ira
- Riccardo Garrone in Guardia, guardia scelta, brigadiere e maresciallo
- Billy Gilbert in Venti anni dopo
- Amedeo Girard in Guaglione
- Loris Gizzi in L'innocente Casimiro
- Ned Glass in Non per soldi... ma per denaro
- Jackie Gleason in Lo spaccone, Soldato sotto la pioggia
- James Gregory in PT 109 - Posto di combattimento!
- Fausto Guerzoni in Incantesimo tragico (Oliva)
- Guidarino Guidi in Rappresaglia
- Alec Guinness in Sangue blu
- Buddy Hackett in Il piccolo campo
- Jess Hahn in Cartouche
- Porter Hall in La belva umana
- Don Hanmer in Papillon
- Cedric Hardwicke in La corte di re Artù, Rommel, la volpe del deserto
- James Hayter in Robin Hood e i compagni della foresta
- Marcel Hillaire in Sabrina
- Alfred Hitchcock in Alfred Hitchcock presenta, L'ora di Hitchcock
- Haywood Holbrook in La ballata della città senza nome
- Oskar Homolka in Colpo di fulmine, Il cervello da un miliardo di dollari
- Michael Hordern in La spia che venne dal freddo
- Harold Huber in Beau Geste
- Arthur Hunnicutt in El Dorado
- David Hurst in Hello, Dolly!
- Warren Hymer in Sono innocente
- Lou Jacobi in Il diario di Anna Frank
- Clifton James in Agente 007 - L'uomo dalla pistola d'oro, Costretto ad uccidere
- Ben Johnson in Il cavaliere della valle solitaria
- Richard Karlan in Ballata selvaggia
- Kurt Kasznar in Mia sorella Evelina, Addio alle armi
- John Kellogg in Cielo di fuoco
- Paul Kemp in Marionette
- Charles Kemper in La carovana dei mormoni
- Alan King in Quando l'amore è romanzo
- Alexander Knox in Khartoum
- Eberhard Krumschmidt in Notorious - L'amante perduta
- Jack Kruschen in McLintock!, Il promontorio della paura
- Kola Kwariani in Rapina a mano armata
- Alfredo Landa in I marziani hanno 12 mani
- Bernard Lee in Il terzo uomo, Agente 007 - Licenza di uccidere
- Harvey Lembeck in Stalag 17
- Al Lewis in La dolce vita... non piace ai mostri, La vita privata di Henry Orient
- Salvo Libassi in Domenica d'agosto, Bravissimo
- Gene Lockhart in Giovanna d'Arco
- Enrique Lucero in Il clan dei marsigliesi
- Folco Lulli in The Viscount - Furto alla banca mondiale
- Jacques Marin in Sciarada
- Benito Martinez in Per qualche dollaro in più
- John McGiver in Lo sport preferito dall'uomo
- Victor McLaglen in Un napoletano nel Far West
- Barton MacLane in I violenti
- Dante Maggio in Wanted Johnny Texas, 3 colpi di Winchester per Ringo
- José Marco in Le spie uccidono in silenzio
- Attilio Martella in Il matrimonio
- Groucho Marx in Assedio d'amore, Questi dannati quattrini
- Carlo Mazzarella in Riso amaro
- Donald Meek in Alba di gloria
- Burgess Meredith in Prima vittoria, Madame X
- Nino Milano in I tre ladri
- John Mills in Guerra e pace
- Millard Mitchell in Lo sperone nudo
- Zero Mostel in Dolci vizi al foro, Bandiera gialla
- Franco Nebbia in Il tuo vizio è una stanza chiusa e solo io ne ho la chiave
- Philippe Noiret in L'uomo che venne dal nord
- Carroll O'Connor in I guerrieri, La vecchia legge del West
- Fritz Odemar in Castelli in aria
- Dennis O'Keefe in Gli amori di Susanna
- Michael O'Shea in La ragazza del secolo
- Ole Olsen in Hellzapoppin'
- Cliff Osmond in Baciami, stupido
- Robert Osterloh in Sangue caldo
- Frank Overton in Il buio oltre la siepe
- Reginald Owen in Quel certo non so che
- Tudor Owen in L'ammazzagiganti
- Jean Parédès in Fate largo ai moschettieri!
- Eduardo Passarelli in Graziella
- Raimondo Penne in Gli fumavano le Colt... lo chiamavano Camposanto
- Franco Pesce in Una pistola per cento bare
- Enzo Petito in Il vedovo
- John Pettit in Sandokan
- Donald Pleasence in La grande fuga
- Alberto Plebani in Gente felice
- Judson Pratt in Io confesso
- Robert Preston in L'ultimo buscadero
- Vincent Price in Le chiavi del paradiso, Quando la città dorme
- Albino Principe in La danza dei milioni
- Jesús Puente in Per un pugno nell'occhio
- Gigi Reder in Gli innamorati
- Liam Redmond in 23 passi dal delitto
- Heinz Reincke in Pezzo, capopezzo e capitano
- George Reeves in Rancho Notorious, Sansone e Dalila
- Albert Rémy in Colpo grosso a Parigi
- Michele Riccardini in Le mura di Malapaga, Ulisse
- Jean Richard in Casta Diva
- Gérard Rinaldi in Più matti di prima al servizio della regina
- Dan Riss in L'avamposto degli uomini perduti
- Checco Rissone in Le mura di Malapaga, Finalmente soli
- Alfredo Rizzo in Vacanze romane, Il terrore dell'Oklahoma
- Carlo Rizzo in La maja desnuda
- Jason Robards in C'era una volta il West
- Edward G. Robinson in Scusa, me lo presti tuo marito?
- Pedro Rodríguez de Quevedo in Brevi amori a Palma di Majorca
- Joe E. Ross in Un Maggiolino tutto matto
- Heinz Rühmann in La nave dei folli
- Gino Saltamerenda in Biancaneve e i sette ladri
- Alfredo Salvadori in Cantami "Buongiorno tristezza"
- Aldo Sambrell in Amico, stammi lontano almeno un palmo
- Vittorio Sanipoli in Quartieri alti
- Joe Sawyer in L'assedio di fuoco
- Franco Scandurra in Ma che musica maestro
- Peter Sellers in Il dottor Stranamore - Ovvero: come ho imparato a non preoccuparmi e ad amare la bomba (personaggio del presidente Merkin Muffley), Le meravigliose avventure di Pollicino
- Don Siegel in Brivido nella notte
- Red Skelton in La figlia di Nettuno, Bellezze al bagno (ed. originale)
- Ralph Smiley in La finestra sul cortile
- Loring Smith in Il cardinale
- Alberto Sordi in Il Passatore
- Ignazio Spalla in I nipoti di Zorro
- Carletto Sposito in Teodora, Prima di sera
- John Stacy in Una parigina a Roma
- Harold J. Stone in Lassù qualcuno mi ama
- Paolo Stoppa in Che tempi!
- Robert Strauss in I ponti di Toko-Ri
- Robert Sully in Gli amanti del sogno
- Clinton Sundberg in Così sono le donne
- Carlo Tamberlani in Amarti è il mio peccato (Suor Celeste)
- Akim Tamiroff in Colpo grosso, Lord Jim
- Jacques Tati in Giorno di festa
- Terry-Thomas in Mani sulla luna
- Kelly Thordsen in 4 bassotti per 1 danese
- Ted Thurston in Il villaggio più pazzo del mondo
- Ugo Tognazzi in La moglie è uguale per tutti
- Achille Togliani in Napoli è sempre Napoli
- Chaim Topol in Combattenti della notte
- Spencer Tracy in Capitani coraggiosi (ed. 1953)
- Henry Travers in La grande pioggia
- Leopoldo Trieste in Lo sceicco bianco
- Tom Tully in L'uomo che non sapeva amare
- Saro Urzì in Lo sparviero del Nilo, I cinque dell'Adamello
- Rudy Vallee in Infedelmente tua
- Harry J. Vejas in Scarface - Lo sfregiato
- Lino Ventura in Grisbì
- Nemo Vicentini in La mina
- Roberto Villa in Gli ultimi della strada, Il fornaretto di Venezia
- Robert Walker in Bataan
- Ray Walston in Baciala per me
- George Wang in Buon funerale amigos!... paga Sartana
- Jack Warden in La parola ai giurati, Svegliami quando è finito
- Charles Watts in Letti separati
- Alan Webb in La bisbetica domata
- Jack Webb in La città nera, Viale del tramonto
- Lennie Weinrib in Pomi d'ottone e manici di scopa
- Orson Welles in James Bond 007 - Casino Royale
- Jesse White in Vertigine
- Mogens Wieth in L'uomo che sapeva troppo
- Adam Williams in Anche gli eroi piangono
- Chill Wills in Abbandonata in viaggio di nozze
- Don Wilson in Niagara
- Donald Wolfit in Lawrence d'Arabia
- Ed Wynn in F.B.I. - Operazione gatto
- Voce narrante in Lo scocciatore (Via Padova 46), Una parigina a Roma, Guardia, ladro e cameriera e nel trailer di Il carabiniere a cavallo

### Animazione
- Grillo Parlante in Pinocchio
- Cappellaio Matto in Alice nel Paese delle Meraviglie
- Castoro in Lilli e il vagabondo (ed. 1955)
- Gas in Cenerentola (ed. 1950)
- Re in Cenerentola (ed. 1967)
- Mago Burk in La rosa di Bagdad
- Ranger Smith in Yogi, Cindy e Bubu
- Il cattivissimo in West and Soda
- Caius Bonus in Asterix il gallico
- Buzzie in Il libro della giungla
- Signor Sindaco in ...continuavano a chiamarlo il gatto con gli stivali
- Uccello segretario in Pomi d'ottone e manici di scopa
- Sceriffo di Nottingham in Robin Hood
- Signor Rossi in Il signor Rossi cerca la felicità
- Nick Carter in SuperGulp!
- Magozio in Il nano e la strega

## Teatro
- Hai fatto un affare, commedia di Aldo Fabrizi, Marcello Marchesi e Mario Mattoli, regia di Mattoli, compagnia di prosa Teatro Nostro, prima al Salone Margherita di Roma il 14 settembre 1944.[6]

## Prosa radiofonica Eiar
- In treno, commedia di Alfredo Testoni, regia di Guglielmo Morandi, trasmessa il 11 agosto 1940.

## Prosa radiofonica Rai
- Il matrimonio di Sganarello di Molière, regia di Guglielmo Morandi, trasmessa il 20 novembre 1945.
- I due sordi di Jules Moinaux, regia di Guglielmo Morandi, trasmessa il 27 novembre 1945.
- Nina non far la stupida di Rossato e Giancapo, regia di Franco Rossi, trasmessa il 29 giugno 1946.
- Favola di Natale di Ugo Betti, regia di Anton Giulio Majano, trasmessa il 19 gennaio 1948.
- L'asino di Buridano di De Flers e Caillavet, regia di Anton Giulio Majano, trasmessa il 1º agosto 1949.
- Raffaele, commedia di Vitaliano Brancati, regia di Pietro Masserano Taricco, trasmessa il 18 gennaio 1951.
- Displaced persons di Vito Blasi, regia di Franco Rossi (1951)
- Il bugiardo di Carlo Goldoni, regia di Guglielmo Morandi (1951)
- Una pensione tranquilla di Roger Avermaete, regia di Anton Giulio Majano, trasmessa il 9 gennaio 1952.
- I due sordi di Jules Morineaux, regia di Anton Giulio Majano, trasmessa il 10 agosto 1952.
- Harvey di Mary Chase, regia di Anton Giulio Majano, trasmessa il 22 settembre 1952.
- L'abito verde di De Fleres e De Caillavet, regia di Guglielmo Morandi, trasmessa il 7 giugno 1954.
- Fate largo all'amore, radiocommedia di Giovanni Guaita, regia di Marco Visconti, trasmessa il 16 giugno 1954.
- I racconti del principale di Cechov, regia di Marco Visconti, 12 puntate trasmesse nel 1957.
- Il trapano, radiodramma di Gino Pugnetti, regia di Guglielmo Morandi, trasmesso il 30 marzo 1959.

## Varietà radiofonici Rai
- Ooop...là!, varietà, orchestra di Leone Gentili, presenta Carlo Romano, regia di Riccardo Mantoni (1948)
- Abbicciddì di Ricci e Romano, compagnia del teatro comico di Roma, orchestra di Gino Filippini, regia di Silvio Gigli (1952)
- Facciamo la rivista, varietà di Guasta, Ricci e Romano, regia di Silvio Gigli (1953)
- Aria d'estate, varietà di Ricci e Carlo Romano, trasmessa da giugno a settembre 1955.
- Quando i mariti sono in vacanza di Faele e Romano, regia di Maurizio Jurgens, trasmessa nell'agosto 1957.
- Tartarino e la canzone, testi di Enrico Vaime (1963)
- Buongiorno Milord, varietà di Giorgio Nardoni con Carlo Romano e Oreste Lionello, regia di Carlo Di Stefano, trasmesso a gennaio del 1964.
- Hollywoodiana di D'Ottavi e Lionello, regia di Riccardo Mantoni (1967)
- Voi ed Io, programma d'intrattenimento radiofonico del mattino sul Programma Nazionale Radiorai tutti i giorni dal lunedì al sabato dalle 9,15 alle 11,30 nel gennaio 1970, dicembre 1971, gennaio 1974, maggio 1975.

## Prosa televisiva Rai
- Mani in alto di Guglielmo Giannini, regia di Claudio Fino (1954)
- Primo giorno di primavera, regia di Claudio Fino (1955)
- La note di sette minuti di Georges Simenon e Charles Méré, regia di Alessandro Brissoni, trasmessa il 6 marzo 1955.
- L'eroe di George Bernard Shaw, regia di Ferruccio Cerio (1955)
- L'appuntamento di Senlis, regia di Guglielmo Morandi (1960)
- La bottega del caffè di Carlo Goldoni, regia di Guglielmo Morandi (1960)
- Tutto da rifare, pover'uomo di Hans Fallada, regia di Eros Macchi, trasmessa il 8 gennaio 1961.
- Delitto perfetto, regia di Flaminio Bollini (1961)
- La famegia del santolo di Giacinto Gallina, regia di Carlo Lodovici (1966)